# Малие
Малие (на италиански: Maglie) е град и община в италианската провинция Лече, регион Апулия, който се намира в източната част на Южна Италия. Население 14 970 жители от преброяването към 30 септември 2009 г.

## Личности
Родени
- Алдо Моро италиански политик и министър-председател